# Mazepa
Mazepa é um filme de drama russo de 1909 dirigido por Vasily Goncharov.

## Enredo
O filme fala sobre o Hetman chamado Mazepa, que está apaixonado pela filha de Kochubey, Maria, e pede consentimento do pai para se casar com ela, mas seu pai o recusa. Isso não os impede e eles fogem ...

## Elenco
- Vasili Stepanov...	Kochubey
- Andrey Gromov...	Mazepa (as Andrej Gromov)
- Raisa Reizen...	Maria
- Antonina Pozharskaya